# Rue Bruller
La rue Bruller est une voie du 14e arrondissement de Paris, en France.

## Situation et accès
La rue Bruller est une voie publique située dans le 14e arrondissement de Paris. Elle débute au 22, rue du Saint-Gothard et se termine au 37, avenue René-Coty.

## Origine du nom

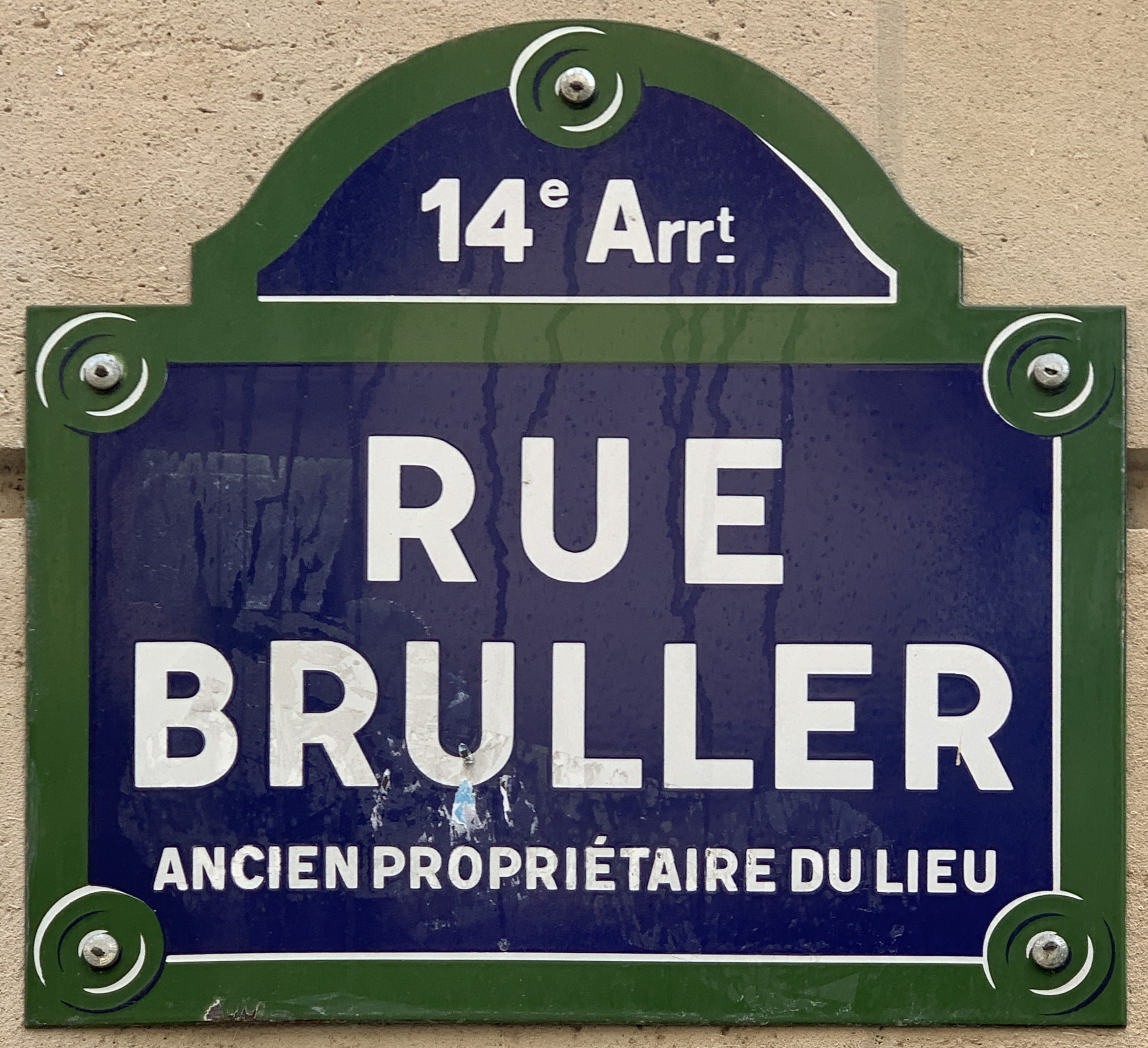
Plaque de la rue.

La rue porte le nom du propriétaire du terrain qui le fit lotir au début du XXe siècle, Louis Bruller, éditeur et père de l'écrivain Jean Bruller, dit Vercors.

## Historique
Cette ancienne voie privée est classée dans la voirie de Paris par arrêté municipal du 9 juin 1931.